# Emil Jermis
Emil Jermis (* 19. Februar 1896 in Berlin; † 27. Dezember 1973 ebenda) war ein deutscher Politiker (SPD).
Emil Jermis besuchte eine Gemeindeschule und machte ab 1910 eine Lehre als Schriftsetzer in Berlin. 1914 trat er der Gewerkschaft bei. Während des gesamten Ersten Weltkriegs war er Soldat. 1919 trat Jermis der SPD bei und arbeitete in der Weimarer Republik als Verwaltungsangestellter bei den Bezirksämtern Wedding und Pankow. Nach der „Machtergreifung“ der Nationalsozialisten 1933 wurde er gemaßregelt und arbeitete anschließend als Fernschreiber.
Nach dem Zweiten Weltkrieg arbeitete Jermis beim Bezirksamt Prenzlauer Berg. Bei der ersten Berliner Wahl 1946 wurde er in die Bezirksversammlung von Berlin-Prenzlauer Berg gewählt. Ein Jahr später wurde er zum Bezirksrat für Arbeit im Prenzlauer Berg gewählt, doch 1948 wurde Jermis von der Sowjetischen Kommandantur entlassen. Er wechselte nach West-Berlin und arbeitete anschließend im Arbeitsamt in den Bezirksämtern Spandau und Neukölln. Da Walther G. Oschilewski im März 1950 aus der Stadtverordnetenversammlung von Groß-Berlin ausschied, rückte Jermis für einige Monate in das Parlament nach. Durch das „Gesetz über eine Vertretung der an der Wahl verhinderten Kreise im Abgeordnetenhaus vom 27. März 1951“ konnte er im Juli 1951 in das Abgeordnetenhaus von Berlin nachrücken. Ende 1954 schied er aus dem Abgeordnetenhaus aus.